# Драгица Жарковић
Драгица Жарковић (Косовска Митровица, 1922 – Валниш, 9. јул 1943) била је студенткиња Учитељске школе, активиста и руководилац СКОЈ и борац Копаоничког и Јужноморавског партизанског одреда.

## Биографија
Драгица Жарковић рођена је 1922. године у Косовској Митровици, од оца Вељка и мајке Даре. Врло млада приступила је напредном омладинском покрету, члан СКОЈ постала је 1939. године, а 1940. била је руководилац једног скојевског актива у граду. Исте године примљена је у КПЈ. Због своје политичке активности ухапшена је уочи рата са групом омладинаца. Други светски рат затекао је као ученицу Учитељске школе.
На почетку устанка, јула 1941, са мајком Даром, сестром и братом Божом придружила се партизанима. Драгица је са својом мајком ступила у Копаонички партизански одред, у коме је она била болничарка а мајка куварица. У одреду није било санитета, па су рањенике превијале Драгица и Дара и упућивале их у болницу Краљевачког одреда. Када је део Копаоничког одреда крајем 1941. године прешао са главнином партизанских снага из Ужица у Санџак, Драгица је остављена да једног рањеног друга пребаци у Београд. Ту је она извесно време наставила илегалан рад, да би априла 1942. прешла у Сурдулицу, где је организовала актив омладине, а нешто касније и актив СКОЈ. У Сурдулици је због свог рада двапут хапшена, али је оба пута успела да изађе из затвора, а после другог хапшења је отишла у Други Јужноморавски партизански одред. Учествовала је у свим борбама и акцијама одреда и истицала се храброшћу.
У месту званом Церичје, на изласку из атара села Валниш ка селу Студена, 9. јула 1943. убијена је из заседе од стране бугарске фашистичке полиције. Том приликом задобила је смртоносне ране, аутоматским рафалом била је захваћена у обе ноге. Наредног дана, њено мртво тело бугарски фашисти изложили су у центру Бабушнице ради застрашивања народа.
У знак захвалности, мештани села Валниша и Студене подигли су спомен-обележје посвећено Драгици Жарковић код места њеног страдања на Церичју у атару села Валниш. Након Другог светског рата, на овом месту се 4. јула у Лужници обележавао Дан бораца и одржавао сеоски вашар.
Име Драгице Жарковић носи културни центар у Косовској Митровици, а по њој су назване и улице у Бабушници, Сурдулици и Нишу. Њено име понела је и Стрељачка дружина „Драгица Жарковић” из Бабушнице.